# Mikkel Gregers Jensen
Mikkel Gregers Jensen (* in Kopenhagen, Dänemark) ist ein international tätiges dänisches Model.

## Karriere
Jensen wurde von der Modelagentur Scoop Models entdeckt, nachdem ein guter Freund von ihm einige Bilder an die Agentur gesendet hatte. Die Agentur hatte ihn nur ein paar Tage später kontaktiert. Sein erster Modeljob war ein Fotoshoot für 10 Men mit Hector Castro und Benjamin Lennox.
Derzeit steht er für Namen wie Trussardi oder Calvin Klein vor der Kamera und läuft Modenschauen unter anderem für Vivienne Westwood. Außerdem war er bereits in der japanischen Vogue zu sehen.
Vor seiner Tätigkeit als Männermodel arbeitet er bei der schwedischen Firma Acne Studios in Kopenhagen.
Er war als eines der „Top 50 Male Models“ auf models.com gelistet.
Aktuell ist er in einer Beziehung mit dem deutschen Model Maya Stepper und lebt in New York.